# Artaban de Parthie
Artaban de Parthie (mort en 40) est un prince parthe de la dynastie des Arsacides du Ier siècle de notre ère.

Prince royal et troisième fils du roi Artaban II, il résidait au palais de Ctésiphon avec sa femme et ses enfants lors de la mort d'Artaban II ; Lorsque son frère adoptif Gotarzès entreprend son coup de force pour s'imposer sur le trône il les fait assassiner y compris les enfants en bas âge au plus grand effroi de la cour pourtant habituée aux meurtres perpétués depuis l'époque Phraate IV. 
D'une épouse inconnue, morte auprès de son mari, il a eu un seul enfant:
- un fils, assassiné en 40.

## Sources
1. ↑  André Verstandig, Histoire de l'Empire parthe (-250 à 227), Bruxelles, Le Cri Histoire édition, 2001 (ISBN 2-87106-279-X, présentation en ligne), p. 252